# Тонгур, Вениамин Семёнович
Вениами́н Семёнович Тонгу́р (2 апреля 1911, Симферополь или Самара — 1967, Москва) — советский биохимик, профессор. Участник Великой Отечественной войны.

## Биография
Родился в караимской семье: отец — Семён Соломонович Тонгур, владелец табачной лавки, мать — Мария Вениаминовна Тонгур (урождённая Коген; 1884—1977), окончила Симферопольскую гимназию, училась пению в Симферополе вместе с певцом В. А. Бунчиковым.
В 1922 году отец умер, и через два года Мария Вениаминовна с детьми переехала из Симферополя в Самару, к сёстрам Надежде и Александре. В Крым она вернулась только в 1947 году, с дочерью Александрой и внуками.
Окончив школу, решил продолжить своё образование в Москве, куда отправился в 1927 году. В 1934 году поступил на факультет технологии производства Московского химико-технологического института мясной промышленности, который и окончил в 1939 году по специальности химик-технолог. Далее работал в НИИ Министерства мясной и молочной промышленности СССР.
В июне 1941 года вместе с институтом эвакуировался в Алма-Ату. В середине ноября был призван в действующую армию, из-за чего уволился из института.
Вначале его направили в военное училище в Средней Азии. После окончания училища и учёбы на командирских курсах в октябре 1942 года был направлен служить офицером в действующую армию под Москвой. В конце мая 1944 года их дивизия выступила в поход в западном направлении. В середине июля 1944 года они пересекли границу СССР. Его боевой путь пролёг от Москвы до Балтики, через Белоруссию и Литву, Польшу и Пруссию. В октябре 1944 года Вениамина Семёновича перевели на новое место службы, в другую дивизию. Награждён медалями «За отвагу», «За победу над Германией в Великой Отечественной войне 1941–1945 гг.» и др.

## Научно-административная деятельность
В 1945 году поступил на работу в Институт питания Академии медицинских наук СССР. В 1948 году защитил кандидатскую, а в 1954 году — докторскую  диссертации (по теме «Регенерация белков под давлением»), и возглавил Лабораторию биохимии Института экспериментальной биологии АМН СССР. В 1959 году организовал первую Всесоюзную конференцию по нуклеиновым кислотам. В 1960—1961 году издал ряд научно-популярных книг, в том числе «Биологически активные вещества», «Полимеры — клетка — жизнь!» В 1961 году стал заведующим Лабораторией нуклеиновых кислот в Институте медицинской и биологической химии АМН СССР. В 1962—1964 годах читал лекции по нуклеиновым кислотам на английском языке в лаборатории Фрэнсиса Крика в Кембридже. 

## Личная жизнь
В 1946 году познакомился с сотрудницей одного из отделов Министерства мясной и молочной промышленности СССР — караимкой Алисой Михайловной Кефели (1913—1999), урождённой Минаш (её первый муж погиб в 1941 году на фронте под Москвой), а в следующем году они поженились. В 1953 году она стала кандидатом химических наук. Её сын от первого брака, Валентин Ильич Кефели, стал доктором биологических наук, профессором, директором Института почвоведения и фотосинтеза в Пущино, а ныне является профессором-консультантом в городе Слиппери Рок (штат Пенсильвания, США), членом Нью-Йоркской Академии наук и основателем Международного института крымских караимов. 24 января 1956 года у Алисы Михайловны и Вениамина Семёновича родился сын Сергей, который избрал театральную карьеру.